# Under Night In-Birth
Under Night In-Birth (アンダーナイトインヴァース, Andā naito invāsu) est un jeu vidéo de combat développé par French-Bread et Ecole Software et édité par SEGA, sorti en 2012 sur RingEdge 2. Il a ensuite été porté sur PlayStation 3 et Windows avec quelques ajustements. La dernière version est sortie en 2015 sur RingEdge 2.

## Système de jeu
Le système de combat se compose de 4 boutons: coup faible, coup moyen, coup fort et attaque spéciale. Il est possible d'effectuer des prises en appuyant simultanément sur le bouton de coup faible et celui de l'attaque spéciale. Les enchaînements se réalisent en utilisant les boutons mis à disposition. Ils peuvent être terrestres et aériens.
Une jauge de EXS est disponible pour chaque joueur. Elle se remplit au fur-et-à mesure des coups portés. Une fois remplie, il est possible d'utiliser une "Veil Off", une attaque imparable.
Under Night In-Birth dispose de plusieurs modes de jeu:
- Le mode Arcade, où il faudra défaire 10 adversaires tout en suivant la narration;
- Le mode Versus, qui permet d'affronter un autre joueur;
- Le mode Online, qui permet d'affronter des joueurs du monde entier;
- Le mode Score Attack où il faudra défaire 10 adversaires en essayant de faire le meilleur score possible;
- Le mode Time Attack où il faudra défaire 10 adversaires le plus rapidement possible;
- Le mode entraînement, qui permet de s’exercer;
- Le mode Replay, qui permet de revisionner les matchs joués en mode Online;
- Le mode galerie, où il est possible d'accéder à des illustrations et des animations.

## Scénario
Durant le XXIe siècle, un phénomène appelé "Hollow Night" a été aperçu dans différentes zones du Japon. Ces zones sont alors assaillies par des Voids, des monstres qui s'alimentent grâce à une énergie prénommée "EXS". D'ordinaire, les humains ne peuvent pas apercevoir les Voids, mais une partie d'entre eux en est capable. Ceux-ci se font dévorer leur santé mentale par les Voids, mais s'ils arrivent à rester en vie après cette attaque, ils deviennent des êtres capables de maîtriser la EXS: Les In-Birth. Le protagoniste, Hyde, est l'un d'entre eux.